# Петроградский район
Петрогра́дский райо́н — административно-территориальная единица Санкт-Петербурга. Расположен на островах в северной и северо-западной части дельты реки Невы. Граничит с Приморским, Выборгским, Василеостровским и Центральным районами. В названиях двух проспектов района (Большого и Малого проспектов) для отличия их от одноимённых проспектов Васильевского острова сохранилось название соответствующего исторического района — Петроградская сторона (сокращённо П. С.). Наибольший по площади из центральных районов города.

## География и история района
Район был образован в 1917 году в рамках упразднения деления города на административно-полицейские части и установления деления на районы. Территория нового района в значительной степени совпадала с территорией существовавшей до того Петербургской полицейской части. В 1919 году в состав Петроградского района была включена территория Новодеревенского района. В 1936 году в Ленинграде произошло разукрупнение районов — вместо 9 районов их стало 15. В том числе был разделён Петроградский район — на выведенной из состава района земле был образован Приморский район; площадь Петроградского района сократилась в несколько раз.
Район ведёт свою историю со времён основания города в 1703 году Петром I, которое состоялось на одном из островов будущего района — Заячьем, где была заложена Петропавловская крепость (изначальное название крепости — «Санкт-Питер-бурх»), однако главный и самый большой остров района — Петроградский (ранее носивший названия Городской и Березовый). С севера к последнему примыкает Аптекарский остров, получивший название по заложенному там Петром Великим Аптекарскому огороду, давшему начало современному Ботаническому институту им. В. Л. Комарова РАН и его Ботаническому саду. На Петроградском острове сохраняется и первое жилое здание города — деревянный Домик Петра I, в постсоветское время подведомственный отделу «Летний сад и Летний дворец Петра I» Государственного Русского музея.
Второй остров, примыкающий с юга к Петроградскому, — Петровский со старинным одноимённым парком и одноимённым стадионом — домашней ареной чемпиона СССР и России футбольного клуба «Зенит» после закрытия на полную перестройку уже реконструировавшегося к Олимпиаде-80 стадиона имени С. М. Кирова. Там действовал частично сохранившийся ряд промышленных предприятий (канатная фабрика, пивоваренный завод «Бавария», судостроительный завод «Алмаз»), а зелёной зоне находится получивший новую известность конфликтом вокруг своей реконструкции с середины 2000-х годов Дом ветеранов сцены, основанный похороненной впоследствии при нём выдающейся актрисой М. Г. Савиной.
Петроградский остров в XX веке, благодаря появлению сухопутной связи в виде Троицкого моста с центром города, располагавшимся на южном берегу Невы, приобрёл плотную застройку. Она состоит преимущественно из жилых кварталов, но в западной и южной частях острова в течение XX века действовал ряд промышленных предприятий, значительная часть которых на рубеже XX и XXI веков выведена из исторических районов города (например, ОАО «Ленполиграфмаш») или закрыта с продажей территории для использования под жилую застройку (территория заводов «Вулкан» и «Электрик») и части зданий под бизнес-центры.
Традиционной рекреационной зоной с XVIII века являлись три острова в северо-западной части района, в советское время именовавшиеся Кировскими: Елагин, Каменный и Крестовский. До Великой Октябрьской революции 1917 года там располагались главным образом загородные имения аристократических семейств (в том числе Белосельских-Белозерских на Крестовском острове; И. П. Елагина, а затем императрицы Марии Федоровны на Елагином; потомков Великого князя Михаила Павловича на Каменном), а после революции зоны массового отдыха. Территория Елагина острова остается полностью отведенной Центральному парку культуры и отдыха горожан. Каменный остров, планировавшийся в 1930-е годы как зона тихого отдыха и санаториев для рабочих, был заполнен в последующие десятилетия невысокими зданиями за глухими заборами, служащими государственными резиденциями и особняками. Крестовский остров, планировавшийся как зона активного отдыха, в честь победы в Великой Отечественной войне, получил от горожан Приморский парк Победы и крупнейший в городе Кировский стадион, построенный по оригинальному проекту архитектора А. С. Никольского, реконструированный к футбольному турниру Олимпиады 1980 года. В XXI веке стадион отстраивается заново по современным требованиям; основой нынешних затянувшихся капитальных работ стал проект выигравшего международный конкурс ныне покойного японского зодчего Кисё Курокава: на стадионе должны появиться выдвижное поле и выдвижная крыша, и он должен смочь принять игры уровнем до полуфинала чемпионата мира по футболу 2018 года, право на проведение которого выиграла Россия. На Крестовском острове есть одноимённая станция метро, Приморский парк Победы, включающий парк развлечений «Диво-остров» с высотными аттракционами, в том числе американскими горками. В постсоветское время Крестовский остров активно застраивается как малоэтажными коттеджами и апартамент-отелями, так и средневысотной жилой застройкой. На его территории возведены жилые дома судей Конституционного суда после его переезда из Москвы в Санкт-Петербург.

## Население
| 1939     | 2002     | 2009     | 2010     | 2012     | 2013     | 2014     | 2015     | 2016     |
| -------- | -------- | -------- | -------- | -------- | -------- | -------- | -------- | -------- |
| 187 535  | ↘134 607 | ↘123 767 | ↗130 455 | ↗132 988 | ↗136 606 | ↗139 298 | ↘139 107 | ↘136 613 |
| 2017     | 2018     | 2019     | 2020     | 2021     | 2023     | 2025     |          |          |
| ↘135 635 | ↘134 787 | ↘131 356 | ↘128 075 | ↘117 003 | ↘115 757 | ↗118 213 |          |          |

Национальный состав
По итогам переписи населения 2020 года проживали следующие национальности (национальности менее 0,1 % и другое см. в сноске к строке «Другие»):
| Национальность | Численность, чел. | Доля     |
| -------------- | ----------------- | -------- |
| Русские        | 89 626            | 76,60 %  |
| Украинцы       | 616               | 0,53 %   |
| Татары         | 515               | 0,44 %   |
| Евреи          | 416               | 0,36 %   |
| Белорусы       | 289               | 0,25 %   |
| Армяне         | 279               | 0,24 %   |
| Азербайджанцы  | 269               | 0,23 %   |
| Грузины        | 260               | 0,22 %   |
| Казахи         | 232               | 0,20 %   |
| Узбеки         | 177               | 0,15 %   |
| Другие         | 24 324            | 20,78 %  |
| Итого          | 117 003           | 100,00 % |

## Наука, образование и промышленность
Петроградский район имеет давнюю историю научных и учебных заведений, главным образом военных и медицинских. Со времён 2-го Кадетского корпуса ведет историю Военно-космическая академия имени А. Ф. Можайского. В районе также были расположены Военно-топографическое училище, Нахимовское училище, Кадетский корпус им. Петра Великого. Инженерно-технические вузы представляют Санкт-Петербургский государственный электротехнический университет «ЛЭТИ» имени В. И. Ульянова (Ленина) и Санкт-Петербургский национальный исследовательский университет информационных технологий, механики и оптики, к которому в 2012 году присоединили находящийся в центре города Санкт-Петербургский государственный университет низкотемпературных и пищевых технологий. Медицинская научная мысль представлена крупнейшим по числу клиник и студентов гражданским медицинским вузом Санкт-Петербурга — СПбГМУ (Санкт-Петербургский государственный медицинский университет имени академика И. П. Павлова), здесь же находятся основанный принцем А. П. Ольденбургским ВИЭМ (Институт экспериментальной медицины, где проводились знаменитые опыты И. П. Павловым, принесшие ему Нобелевскую премию); отделившийся от ВИЭМ Институт мозга человека им. Н. П. Бехтеревой РАН; НИИ детских инфекций ФМБА России; НИИ гриппа имени А. А. Смородинцева Минздрава России; Государственный НИИ особо чистых биопрепаратов ФМБА России; Санкт-Петербургский государственный химико-фармацевтический университет. В ознаменование этой деятельности одна из магистралей Аптекарского острова названа проспектом Медиков, к южной части которого прилегает территория машиностроительного завода «Ленполиграфмаш».

## Культура и спорт
В районе работает 51 учреждение культуры, в том числе: Музыкальный театр имени Шаляпина, Дворец культуры имени Ленсовета, театр «Балтийский дом», Санкт-Петербургский театр «Русская антреприза» имени Андрея Миронова, Санкт-Петербургский планетарий, Военно-исторический музей артиллерии, инженерных войск и войск связи, Музей политической истории России, Государственный музей истории Санкт-Петербурга, Ленинградский зоопарк.
На Петроградской стороне работает 401 спортивный объект, в том числе 7 стадионов: Петровский, Юбилейный, СКА и другие; 8 плавательных бассейнов, 2 дворца спорта, 124 спортивных зала, 14 крытых теннисных кортов, 140 спортивных площадок, 11 стрелковых тиров, 2 яхт-клуба, 6 гребных клубов, 2 конных центра и несколько скейт-парков.

## Транспорт
- Петроградская и Горьковская — станции метро второй линии.
- Зенит — станция метро третьей линии.
- Крестовский остров, Чкаловская и Спортивная — станции метро пятой линии.

## Религия
В Петроградском районе расположено несколько православных храмов, женский Иоанновский монастырь и мусульманская мечеть.

## Реконструкция коммуникаций
За годы советской власти старый жилой фонд Петроградского района практически не ремонтировался и сильно обветшал, коммуникации износились. В 2003 году вновь назначенному главе района Алексею Семёновичу Делюкину, до этого работавшему Председателем Комитета по энергетике Правительства Санкт-Петербурга, была поставлена задача по реконструкции коммуникаций и реновации жилого фонда. Партнером проекта стал «Газпром» и в 2008 году он был завершен. Вместо 101-й устаревшей котельной построено 91 новая автоматизированная. Прошла полная реконструкция 226,3 километра тепловых сетей, полностью отремонтированы системы центрального отопления в 955 домах района.

## Статистические данные
Численность жителей района на 14.10.2010 г. составляла 130 455 человек, в том числе трудоспособное население 63 %, пенсионного возраста 24 %, детей и подростков — 13 %. В районе зарегистрировано около 28 000 налогоплательщиков, в том числе: предпринимателей без образования юридического лица — более 2000, малых предприятий — около 15 000.

## Администрация района
С 1999 года по 2003 год главой администрации Петроградского района была Людмила Андреевна Косткина.
С 2003 года по февраль 2011 года главой администрации Петроградского района был Алексей Семёнович Делюкин.
С 1 марта 2011 года главой администрации Петроградского района был Константин Геннадьевич Желудков.
Осенью 2011 года главой администрации Петроградского района стал Юрий Николаевич Гладунов.
С сентября 2016 года по 2021 год главой администрации Петроградского р-на являлся Громов Иван Александрович, до этого занимавший пост председателя Комитета по информатизации и связи Санкт-Петербурга.
С 15 ноября 2021 года по настоящее время пост главы администрации Петроградского района Санкт‑Петербурга занимает Омельницкий Владимир Владимирович.

## Внутригородские муниципальные образования
В границах Петроградского района Санкт-Петербурга располагаются 6 внутригородских муниципальных образований со статусом муниципальных округов:
| № | Флаг | Герб | Статус ВМО | Название ВМО       | Дата присвоения | Бывшее № название | Площадь, км² | Население, чел. (2025 г.) |
| - | ---- | ---- | ---------- | ------------------ | --------------- | ----------------- | ------------ | ------------------------- |
| 1 |      |      | мун. округ | Введенский         | 15.04.2009      | МО № 58           | 1,07         | ↗15 799                   |
| 2 |      |      | мун. округ | Кронверкское       | 12.03.2001      | МО № 59           | 1,74         | ↗16 881                   |
| 3 |      |      | мун. округ | Посадский          | 15.04.2009      | МО № 60           | 1,74         | ↗16 154                   |
| 4 |      |      | мун. округ | Аптекарский остров | 12.03.2001      | МО № 61           | 2,57         | ↗21 092                   |
| 5 |      |      | мун. округ | округ Петровский   | 02.06.2000      | МО № 62           | 2,92         | ↗17 932                   |
| 6 |      |      | мун. округ | Чкаловское         | 26.09.2002      | МО № 63           | 9,50         | ↗30 355                   |